# Гекон середземноморський
Гекон середземноморський (Mediodactylus kotschyi) — ящірка родини геконові (Gekkonidae). Поширений у Східному Середземномор'ї, Малій Азії і Криму.
У межах України мешкає один з 26 підвидів цього поліморфного виду — гекон кримський, M. k. danilewskii (Strauch, 1887). Підвид занесений до Червоної книги України.

## Опис
Розміри тіла (без довжини хвоста) — до 50 мм. Хвіст зазвичай дещо довше тіла. Вага до 3 грамів. Самиці дещо більші за самців (середня довжина самиць 43 мм, самців — 40 мм). Тіло зверху вкрите дрібною лускою, серед якої розташовані ряди кілюватих горбочків. Забарвлення криптичне. Зверху сіре або бурувато-коричневе з візерунком з поперечних М-подібних смуг. Черево біле або жовте. Хвіст знизу вохряний.

## Поширення
Вид широко поширений у Східному Середземномор'ї і Причорномор'ї. Ареал кримського підвиду включає Південно-західну Анатолію і південний схід Балканського півострова з прилеглими островами. В Україні спорадично поширений на вузькій смузі узбережжя між Севастополем і Кара-Дагом. З біогеографічної точки зору вважається середземноморським реліктом, який в регіоні перебуває на північній межі ареалу.

## Спосіб життя
Звичайний природний біотоп — скелясті ксерофітні рідколісся. У гори піднімається до висоти 680 м над рівнем моря. Активний з кінця лютого — березня до листопада — початку грудня. Навесні переважає денна активність, влітку і восени — присмерково-нічна. Сховищами слугують тріщини у скелях, щілини стін, порожнини під корою дерев. Живиться павуками, дрібними комахами, багатоніжками та мокрицями. Парування відбувається у квітні — на початку липня. Єдина за сезон кладка з 1–2 яєць — з кінця травня до середини серпня. Молодь з'являється наприкінці липня — у жовтні.

## Охорона
Гекон кримський як раритетний вид занесений до Червоної книги України (охоронна категорія: зникаючий вид). Причини зміни чисельності: пожежі та наступна ерозія схилів, ремонт старих будівель. Охороняється у заповідниках Ялтинському гірсько-лісовому, «Мис Мартьян», Кримському, Карадазькому, а також в археологічному заповіднику «Херсонес Таврійський». Для збереження природних популяцій необхідно: 1) обмежити рекреацію в загальнодержавних заказниках «Мис Айя» і «Аю-Даг»; 2) при проведенні реставраційних робіт у старих будівлях необхідно залишати глибокі щілини між каменями кладки стін. 
Вид також охороняється в країнах Європи і занесений до Бернської конвенції (Додаток ІІ — види фауни, що перебувають під особливою охороною).

## Значення
Має велике наукове значення. Знищуючи шкідників лісу і членистоногих у населених пунктах, приносить практичну користь. Утримується тераріумістами і є об’єктом незаконної торгівлі.